# Jyväskylä
Jyväskylä – miasto w środkowej Finlandii, nad jeziorem Päijänne (140 km od Tampere i 270 km od Helsinek), ośrodek administracyjny regionu Finlandia Środkowa (fiń. Keski-Suomi). Miasto zostało założone 22 marca 1837. Liczy 145,9 tys. osób.

## Historia
Najstarsze znaleziska archeologiczne w rejonie miasta datuje się na około 1500 r. p.n.e. Pierwsze wzmianki pisane pochodzą z 1539 r. - są to księgi podatkowe (maakirja), według których na terenie dzisiejszej Jyväskyli znajdowało się siedem majątków.
Miasto Jyväskylä zostało założone 22 marca 1837 roku przez cara Mikołaja I i zostało wybudowane niemal od zera między Jyväsjärvi a grzbietem Jyväskyli (Harju). Większość obecnej zabudowy powstała po wojnie kontynuacyjnej (1941-44), kiedy w okolicy pojawili się uchodźcy z Karelii i innych części kraju.
W 1993 roku Säynätsalo zostało połączone z Jyväskylą, natomiast 1 stycznia 2009 to samo stało się z Jyväskylän maalaiskunta oraz Korpilahti. Obecnie populacja miasta rośnie w tempie ponad 1000 osób rocznie.

## Gospodarka
W mieście rozwinął się przemysł drzewny, celulozowo-papierniczy, metalowy, maszynowy, elektrotechniczny oraz farmaceutyczny.

## Transport
Jyväskylä leży na skrzyżowaniu dróg europejskich E75 ( Vardø -  Sitía przez m.in. Helsinki, Oulu, Lahti; także droga krajowa nr 4) i E63 (Sodankylä - Turku przez m.in. Kuusamo, Kuopio, Kajaani i Tampere; także droga krajowa nr 9), a także dróg krajowych 13 (Kokkola, Mikkeli, Lappeenranta), 18 (Seinäjoki, Vaasa) i 23 (Pori, Varkaus, Joensuu).
Miasto posiada bezpośrednie połączenia kolejowe z Helsinkami, Pieksämäki, Tampere, Turku, Vaasą. Wszystkimi operuje VR.
Port lotniczy Jyväskylä znajduje się w miejscowości Tikkakoski, około 20 km na północ od centrum miasta. Posiada regularne połączenia z lotniskiem Helsinki-Vantaa.
Autobusowy transport miejski obsługiwany jest przez Jyväskylän liikenne.
Z przystani w Jyväskyli odpływa wiele statków pływających po Päijänne, niektóre z nich pływają do Lahti.

## Edukacja
- Uniwersytet w Jyväskylä
- Jyväskylän ammattikorkeakoulu

## Sport
- Miasto jest bazą Rajdu Finlandii.
- W Jyväskylä ma siedzibę klub hokejowy, Jyväskylän Pallo (w skrócie JYP), występujący w rozgrywkach SM-liiga.
- W mieście działa skocznia narciarska Laajavuori.
- Jyväskylän Hiihtoseura - klub narciarski.
- W Jyväskylän mieści się siedziba zespołu Toyota Gazoo Racing WRT.

## Osoby związane z Jyväskylą
- Minna Canth (1844–1896) – pisarka, działaczka społeczna, aktywistka na rzecz praw kobiet.
- Alvar Aalto (1898–1976) – architekt.
- Matti Vanhanen (ur. 1955) – polityk, w latach 2003–2010 premier Finlandii.
- Raimo Summanen (ur. 1962) – hokeista, trener fińskiej reprezentacji w hokeju na lodzie.
- Matti Nykänen (1963-2019) – skoczek narciarski, zdobywca m.in. pięciu medali olimpijskich.
- Tommi Mäkinen (ur. 1964) – kierowca rajdowy, czterokrotny mistrz świata.
- Jani Soininen (ur. 1972) – skoczek narciarski.
- Risto Jussilainen (ur. 1975) – skoczek narciarski.
- Harri Rovanperä (ur. 1966) – kierowca rajdowy.
- Henri Toivonen (1956–1986) – kierowca rajdowy.

## Miasta partnerskie
- Esbjerg (Dania)
- Eskilstuna (Szwecja
- Debreczyn (Węgry)
- Jarosław (Rosja)
- Fjarðabyggð (Islandia)
- Niiza (Japonia)
- Poczdam (Niemcy)
- Poznań (Polska)
- Stavanger (Norwegia)
- Jalapa (Nikaragua)
- Mudanjiang (Chiny)